# Magyar Sziget
Het festival Magyar Sziget (Hongaars Eiland) is een nationalistisch festival in de Hongaarse stad Verőce, dat vanuit de Jeugdbeweging van de 64 graafschappen (HVIM) wordt georganiseerd. Als eerste op initiatief van nu oud-HVIM-leider László Toroczkai. In 2015 week men uit naar de plaats Velence. De naam is een uiting van de isolatie van Hongarije, en kan daarmee gezien worden als een metafoor voor het 'eiland' Hongarije te midden van de niet-Finoegrische taalgebieden. Het festival moet niet verward worden met Sziget, dat een 'gewoon' popfestival is.

## Opzet
Het festival wordt wel vanuit een nationalistische en irredentistische beweging georganiseerd, maar er staan niet alleen nationalistische bands. Ook 'gewone' Hongaarse (rock)bands hebben optredens op het festival, dat daarnaast toespraken en culturele demonstraties op het programma heeft staan.
In 2001 startte het festival als een soort zomerkamp voor de jeugdbeweging, naar een idee van Toroczkai. Destijds werd het kamp nog de 'Grote Nationale Jeugdontmoeting' genoemd. Het volgende jaar zou het van start gaan onder de naam Magyar Sziget. De versterking van het nationale gevoel was een van de doeleinden, en daarmee de inspiratie voor deze nieuwe naam van dit kamp. Het festival duurde aanvankelijk een week, maar in latere jaren werd dit teruggebracht tot twee dagen. De opzet varieert, maar de focus ligt op Hongaarse optredens van bands en activiteiten die het Hongaars cultureel erfgoed moeten ondersteunen.
Hoewel het festival in recente jaren minder groots opgezet wordt, is er in sommige jaren wel een alternatief festival. De organisatoren organiseren dan (ook) een 'Hooglands Hongaars Eiland' (Felvidéki Magyar Sziget) in Slowakije. Er bestaat ook een Székely Sziget (In Roemenië) en een kinderkamp onder de naam Nemzeti Gyerektábor. ('Nationaal Kinderkamp') Organisator Toroczkai noemt het 'gewone' Sziget een "anti-Hongaarse evenement". Hij beschreef Magyar Sziget als "ons eiland in de multi-etnische, globaliserende wereld". Het Magyar Sziget festival zet zich in de opzet af tegen het 'internationale' karakter van Sziget.

### Buitenlands bezoek
Hoewel het festival een Hongaars gerichte opzet kent, bezoeken soms ook niet-Hongaren het festival, mede vanwege de nationalistische optredens. Zo was er in 2012 een groep leden van Voorpost aanwezig op het festival. Ook andere nationalisten bezoeken de optredens. Zo bezocht een lid van de British National Party het festival, hij werd daarna evenwel geroyeerd als lid van die partij.

## Reputatie
Het festival staat bekend als nationalistisch en deels extreemrechts. Ondanks die reputatie staat het niet bekend om overlast: Het viel een Nederlandse verslaggever op als geordend familiefestival. De festivalbezoekers hielpen daarnaast bij het eerste festival in 2002 de lokale bevolking van Verőce met dijkverzwaringen om het hoofd te bieden tegen een overstroming.